# Once - Undici campioni
Once - Undici campioni (Once), stilizzato come O11CE, è una telenovela argentina prodotta da Disney Channel America Latina basata sul mondo del calcio. È trasmessa dal 13 marzo 2017 su Disney XD e Disney Channel in Argentina. In Italia è trasmessa dal 20 marzo su Disney XD e dal 27 marzo 2017 su Disney Channel.
Dopo i primi 40 episodi trasmessi su Disney Channel (Italia), la serie è un'esclusiva di Disney XD (Italia). Il 22 febbraio 2018 è stata confermata sul canale di Disney XD America Latina la seconda stagione andata in onda dal 30 aprile e dal mese di ottobre 2018 è stata annunciata una terza stagione prevista per il 2019.
In Italia, i primi 40 episodi sono andati in onda dal 10 al 23 settembre 2018 su O11CE Channel, primo canale dedicato trasmessi sul canale 617 di Sky. Dal 24 settembre, i primi 40 episodi, vanno in onda dal lunedì al venerdì su Disney XD. Dal 14 gennaio 2019 è in onda con la seconda parte che comprende gli episodi dal 41 al 80.

## Trama
Gabriel "Gabo" Moreti (Mariano González-Guerineau), è un adolescente di buon cuore, onesto e generoso che vive con sua nonna Amelia (Beatriz Dellacasa) in una piccola città dell'Argentina chiamata Álamo Seco. La grande passione di Gabo è il calcio. La sua grande attitudine calcistica non passa inosservata a Francisco Velázquez (Nicolas Pauls), direttore tecnico calcio della squadra dei Golden Falcons presso il prestigioso Sports Academic Institute (IAD), che decide di concedergli una borsa di studio per il centrocampo come Giocatore numero 10. Moreti It inizia con un viaggio a Buenos Aires per vivere allo IAD e studiare al quarto anno. Il suo sogno è diventare un grande giocatore, ma quello che non sa è che in quel viaggio il destino gli farà scoprire anche i segreti della storia della sua famiglia.
Lo IAD (Academic Sports Institute) è un centro educativo esigente il cui obiettivo è quello di valorizzare le migliori capacità di ogni studente, sia accademiche che sportive. L'istituto ha un alto livello di ricerca tecnologico-sportiva e grazie a ciò può svolgere studi utili che sostengono la carriera sportiva di tutti i suoi studenti.
Sede dei Los Halcones Dorados, la migliore squadra di calcio studentesca, la IAD ha subito una battuta d'arresto inaspettata: la maggior parte dei membri della squadra ha lasciato l'istituto per frequentare altre scuole o unirsi alle divisioni inferiori delle squadre professionistiche. Gabo è la chiave per ricostruire la squadra ma questo non piace a Lorenzo Guevara (Sebastián Athie), al quinto anno, che rende la vita impossibile a Moreti. È un centravanti e cannoniere stellare (Giocatore numero 9), l'unico dei giocatori originari che rimane all'Istituto. Anche se Gabo dovrà affrontare numerose sfide allo IAD, non lo farà da solo, poiché ha il sostegno dei suoi amici e colleghi: Ricardo "Ricky" Flores (Juan David Penagos) è uno studente del quarto anno ed è arrivato dal Messico per proseguire gli studi presso lo IAD. Occupa la posizione di attaccante destro (Giocatore numero 7) e André “Dede” Duarte (Luan Brum) ha lasciato la sua città natale, il Brasile, quando ha vinto una borsa di studio per studiare al suo quarto anno allo IAD. Lui è un difensore centrale (giocatore numero 6), Joaquín Costa (Javier Eloy Bonnano) è uno studente del quarto anno, gli piace il calcio ma ha poca capacità di giocare ma è un reporter e giornalista sportivo che ha un canale sportivo su Internet e Zoe Velázquez (Paulina Vetrano) è una studentessa del quarto anno e figlia di Francisco, gioca a pallavolo nella squadra IAD Phoenix, è un difensore centrale (Giocatore numero 6). Nel corso della storia Gabo acquisirà gli strumenti necessari per affermarsi come leader positivo per il gruppo. Conoscerai il trionfo e il fallimento.

## Personaggi
- Gabo Moreti/Guevara (stagione 1-3): Gabo è un promettente trequartista fratellino di Lorenzo (scoperto alla fine della prima stagione), abituato a giocare nella squadra del suo paesino. Tutto cambia quando viene notato da una squadra dello IAD, prestigioso istituito sportivo, i "Falchi Dorati". Gabo accetta la proposta, e così inizia la sua sfida calcistica. Allo IAD, Gabo incontrerá tanti nuovi amici, ma si scontrerá sempre con l'antipatico Lorenzo, però poi i due diverranno amici. Allo IAD incomincerà anche ad indagare su chi sia suo padre, mai conosciuto ed ex falco dorato, insieme ai suoi amici Ricky e Dedé scoprendo finalmente un’inaspettata verità.
- Ricardo “Ricky” Flores (stagione 1-3): Ricky è un centrocampista messicano, davvero buono e intelligente. Allo IAD divide la camera con il suo amico Dedé, e presto anche con Gabo, con il quale avrà da subito un bel rapporto. Ricky si mostra sempre contrario a Lorenzo e i suoi amici. Rischia di essere cacciato dallo IAD per via di un video in cui la direttrice viene derisa, ma ben presto Isabel capisce che non l’autore del video non era Ricky, bensì Camilo causando l’espulsione di quest’ultimo dalla scuola. Segna un goal nella partita contro i Vichinghi, diventando lo schiavo per un giorno di Dedé dopo aver scommesso con lui. Nella seconda stagione mostra interesse per Abríl.
- Andrè “Dedè” Duarte (stagione 1-3): André Duarte, o più comunemente Dedé, fa parte dei Falchi Dorati. Gioca come difensore centrale, è brasiliano ed è considerato il più divertente e scherzoso del gruppo. Il suo migliore amico è Ricky, nel secondo episodio conosce Gabo, suo nuovo compagno di stanza, e i due diventano subito grandi amici. Ha paura di volare.
- Zoe Velazquéz (stagione 1-3): Zoe è una giocatrice di pallavolo, figlia dall'allenatore dei Falchi. È un'alunna del quarto anno, come Gabo. Fra Gabo e Zoe nasce subito una grande intesa, forse più che un'amicizia, infatti i due si aiutano e si rispettano a vicenda, cercando di ignorare le provocazioni di Lorenzo. Zoe è una ragazza molto forte e grintosa, infatti è amica di quasi tutti i Falchi Dorati.
- Lorenzo Guevara (stagione 1-3): Lorenzo è il centroavanti messicano dei Falchi, è molto egocentrico e vanitoso. Figlio del direttore sportivo, Diego Guevara e fratello di Gabo è abituato ad essere il migliore della squadra, nonché il capitano del suo gruppo.  Entra subito in competizione con Gabo, perché si sente minacciato dal suo enorme talento e dalla sua forte personalità, per questo cercherà di rendergli il cammino difficile. È fidanzato con Martina, della squadra di pallavolo. Diventa più gentile con Gabo e gli altri dopo aver scoperto di essere suo fratello.
- Martina Markinson (stagione 1-2): Martina è il capitano della squadra di pallavolo, è una ragazza molto bella ed è brava sia in ambito sportivo che accademico. È fidanzata con Lorenzo, con il quale condivide il carattere minaccioso e competitivo. Martina è la nemica di Zoe, che ha un carattere totalmente diverso dal suo. Nella seconda stagione verrà odiata da tutti, persino dalle sue amiche, per ciò che ha fatto a Gabo.
- Joaquín Costa (stagione 1-3): non fa parte della squadra sportiva dello IAD, poiché non é un buon calciatore, ma è un grande esperto di calcio. Ricorda tutti gli avvenimenti della storia di questo sport. Il sogno di Joaquin è di diventare un commentatore sportivo, infatti apre un canale Internet, che all'inizio non ha molto successo, ma dopo si rivela essere molto popolare. Il suo migliore amico è Quattordici.
- Apolodoròs “Quattordici” Nikotatòpulos (stagione 1-3): chiamato così per il suo nome impossibile da pronunciare, Quattordici è l'eterna riserva della squadra di calcio. Il centrocampista è un ragazzo molto estroverso e intraprendente. Il suo migliore amico è Joaquín, e lo aiuta a realizzare il suo sogno: diventare un commentatore sportivo.
- Adrìan Roca (stagione 1-2): sebbene sia del quarto anno, Adrián è amico di Lorenzo e i suoi "seguaci", e aspira a diventare come lui, per questo lo chiama maestro. Adrián è quello che ascolta tutte le conversazioni altrui, fa da spia per Lorenzo. Insieme a Lucas e Pablo, nella seconda stagione, cercherà di scoprire chi si nasconde sotto la maschera della mascotte “Falco”.
- Lucas Quintana (stagione 1-3): Alunno del quinto anno, Lucas è molto amico di Lorenzo e fa tutto ciò che dice. Non si può dire che sia particolarmente intelligente ed è piuttosto maldestro, ma fa di tutto per farsi notare dalle ragazze. Insieme ad Adrián e Pablo, nella seconda stagione, cercherà di scoprire chi si nasconde sotto la maschera della mascotte “Falco”.
- Camilo Montero (stagione 1-2): Camilo è il braccio destro di Lorenzo, goleador dei Falchi. È un ragazzo molto furbo e manipolativo, quasi quanto il suo amico. È un esperto di tecnologia, e insieme a Lorenzo e Lucas ostacoleranno sempre il percorso di Gabo nella squadra. Viene mandato via dalla scuola dopo aver tentato di far espellere Ricky dalla squadra; farà parte poi dei Pescecani e delle Aquile, dove cercherà di sabotare Gabo e Julian insieme a Martìn.
- Rafael “Rafa” Fierro (stagione 1,3): portiere timido ed insicuro, Rafa fa la riserva di Valentino, primo portiere, ma a lui sembra non dispiaccia sedersi in panchina. Rafa frequenta è del quarto anno, ed è molto amico di Gabo e i suoi amici. A causa dell'infortunio di Valentino subentra al suo posto. A seguito di un trasloco,non compare nella 2º stagione.
- Valentino Toledo (stagione 1-2): Valentino è un alunno del quinto anno, ed anche il portiere dei Falchi Dorati. Farebbe di tutto per la sua squadra, è leale ed imparziale, motivo per cui è stimato da tutti i suoi compagni. Cerca sempre di restare fuori dai litigi del gruppo, e odia i battibecchi fra Gabo e Lorenzo. In uno degli episodi si infortuna. Sarà lui a giocare la finale contro le Aquile, dopo aver pensato di abbandonare i Falchi in seguito alla promozione a titolare di Rafa. Prima dell’infortunio gli è stata data la fascia di capitano dal mister su consiglio di Gabo.
- Pablo Espiga (stagione 1-3): centrocampista dei Falchi, Pablo è un ragazzo un po' opportunista, ma comunque è un buon giocatore. Fa il quarto anno. Insieme ad Adrián e Lucas, nella seconda stagione, cercherà di scoprire chi si nasconde sotto la maschera della mascotte “Falco”. È molto bravo nei videogiochi.
- Mariano Galo (stagione 1-2): centrocampista, poi difensore dei Falchi, Mariano è anche un alunno del quarto anno, come Gabo e i suoi amici. In seguito all’addio di Leo, giocherà da difensore.
- Leo (stagione 1,3 ,guest 2): Leo fa parte della squadra di calcio e della scuola dello IAD.Accetta di trasferirsi, nella seconda stagione, negli scorpioni come alunno di scambio. Al suo posto verrà Martìn.
- Daniel Gratzia (stagione 1-3): difensore dei Falchi e alunno dello IAD. Daniel è un ragazzo molto silenzioso e impacciato. Parteciperà con Ricky ad un torneo di freestyle in cui arriverà secondo.
- Celeste (ricorrente 1, stagione 2): giocatrice di pallavolo, Celeste è molto amica di Zoe. Si innamorerà di Joaquín.
- Ezequìel Correa (ricorrente 1,stagione 2-3): ex portiere dei Falchi, Ezequiel gioca per le Aquile, squadra rivale. È un ragazzo astuto e presuntuoso, dal carattere imprevedibile e determinato. Ezequiel farà di tutto pur di far perdere la sua vecchia squadra, e non esiterà a mettere zizzania all'interno del gruppo. Nella seconda stagione ritorna a far parte dei falchi. Farà da spia a Diego, per sapere quali club sono interessati a lui, ma gli volterà le spalle.
- Julian (ricorrente 1-2): È il centroavanti degli Atomi, un'altra squadra del torneo. Julian non è solo un ottimo goleador, ma è anche un bravo ragazzo, e al contrario di Ezequiel si comporta bene con tutti i suoi avversari. Nella seconda stagione entra a far parte delle Aquile.
- Felipe (ricorrente 1, stagione 2-3): Grandissimo amico d'infanzia di Gabo quando abitavano ad Alamo Seco. durante la prima stagione c'è un duro litigio fra i due e Felipe decide di giocare per la squadra rivale dei Falchi, le Aquile. Nella seconda stagione Gabo e Felipe si riuniscono e tornano amici.
- Diego Guevara (stagione 1-3): è il direttore sportivo delle Aquile e padre di Lorenzo. Trama contro Francisco perché vuole assumere un altro allenatore. Verrà cacciato da Isabel. Scoprirà di essere il padre di Gabo e sfrutterà questa cosa quando diventerà il dirigente delle Aquile, cercando di fargli cambiare squadra.
- Martín Mejia (stagione 2-3): nuovo giocatore dei Falchi nella seconda stagione. Prende il posto di Leo. Credendo di essere migliore di Gabo, cerca in tutti i modi di prendere il suo posto, arrivando persino al cercare di dividere Gabo e Lorenzo.
- Francisco Velazquez (stagione 1-3): è l’allenatore dei Falchi ed ex giocatore dovuto ritirarsi a seguito di un infortunio. Vuole essere mandato via da Diego perché Francisco ha idee diverse dalle sue. È il padre di Zoe. Per un breve periodo lascerà i Falchi, sentendosi colpevole per l’infortunio di Gabo, ma poi cambierà idea e porterà i Falchi alla vittoria. Nella seconda stagione diventa anche direttore sportivo.
- Vitto (stagione 1-3): vice allenatore dei Falchi. È lui ad aver scoperto Gabo. Dopo l’abbandono di Francisco diviene per poco tempo l’allenatore. Cerca, insieme a Polpo, e scopre in Diego la spia dei Falchi.
- Isabel di Marco (stagione 1-3): direttrice dello IAD, Isabel è figlia del vecchio allenatore “di Marco”. È molto amica di Francisco. Assume Diego e poi lo licenzia dopo aver scoperto che lui era il responsabile dell’abbandono di molti Falchi l’anno passato.

## Episodi
| Stagione         | Episodi | Prima TV Argentina | Prima TV Italia   |
| ---------------- | ------- | ------------------ | ----------------- |
| Prima stagione   | 80      | 13 marzo 2017      | 27 marzo 2017     |
| Seconda stagione | 80      | 30 aprile 2018     | 23 settembre 2018 |
| Terza stagione   | 60      | 15 luglio 2019     |                   |